# Đàm Quốc Sư
Đàm Quốc Sư tên thật là Đàm Công Hiệu (sinh 1652 –mất 1721) tự là Mai Hiên, thuỵ là Trung Vỹ người làng Hương Mạc (còn gọi là làng Me), nay là phường Hương Mạc, thành phố Từ Sơn, tỉnh Bắc Ninh.
Ông thi đỗ Sĩ Vọng được bổ làm quan, ông vừa làm quan, vừa dạy học, nổi tiếng thanh liêm, tài cao, học rộng. Ôn được tiến cửa vào triều dạy Chúa Trịnh Cường và đảm nhiệm nhiều trọng trách khác.
Năm 1720, khi về trí sĩ ông được triều Lê phong Lễ Bộ Thượng Thư, Thiếu Bảo Quốc Lão Nghĩa Quân Công nên ông còn được gọi là Đàm Quốc Sư (Quốc Sư là thầy dạy học cho Hoàng Thái Tử và các Hoàng Tử).
Nghe tin ông ốm nặng, Chúa Trịnh Cường thường xuyên về thăm ông. Hiểu rõ bệnh tình, gia cảnh và ý nguyện của thầy, Trịnh Cường cho chuyển ngôi nhà giảng đường ở Vương phủ về dựng lại tại quê thầy.
Khi ông tạ thế, Triều đình đã miễn trào trong 3 ngày để chịu tang ông. Còn Trịnh Cường thì về tận làng Me để lo tang lễ thầy rất mực chu đáo, trọng thể.
Từ đó ngôi nhà giảng đường xưa trở thành đền thờ Đàm Quốc Sư.
Hiện nay di tích vẫn còn ở Làng Me, quận Từ Sơn và được nhà nước Việt Nam công nhận như một di tích lịch sử phải được bảo vệ và trùng tu.